# Royal Forestry Society

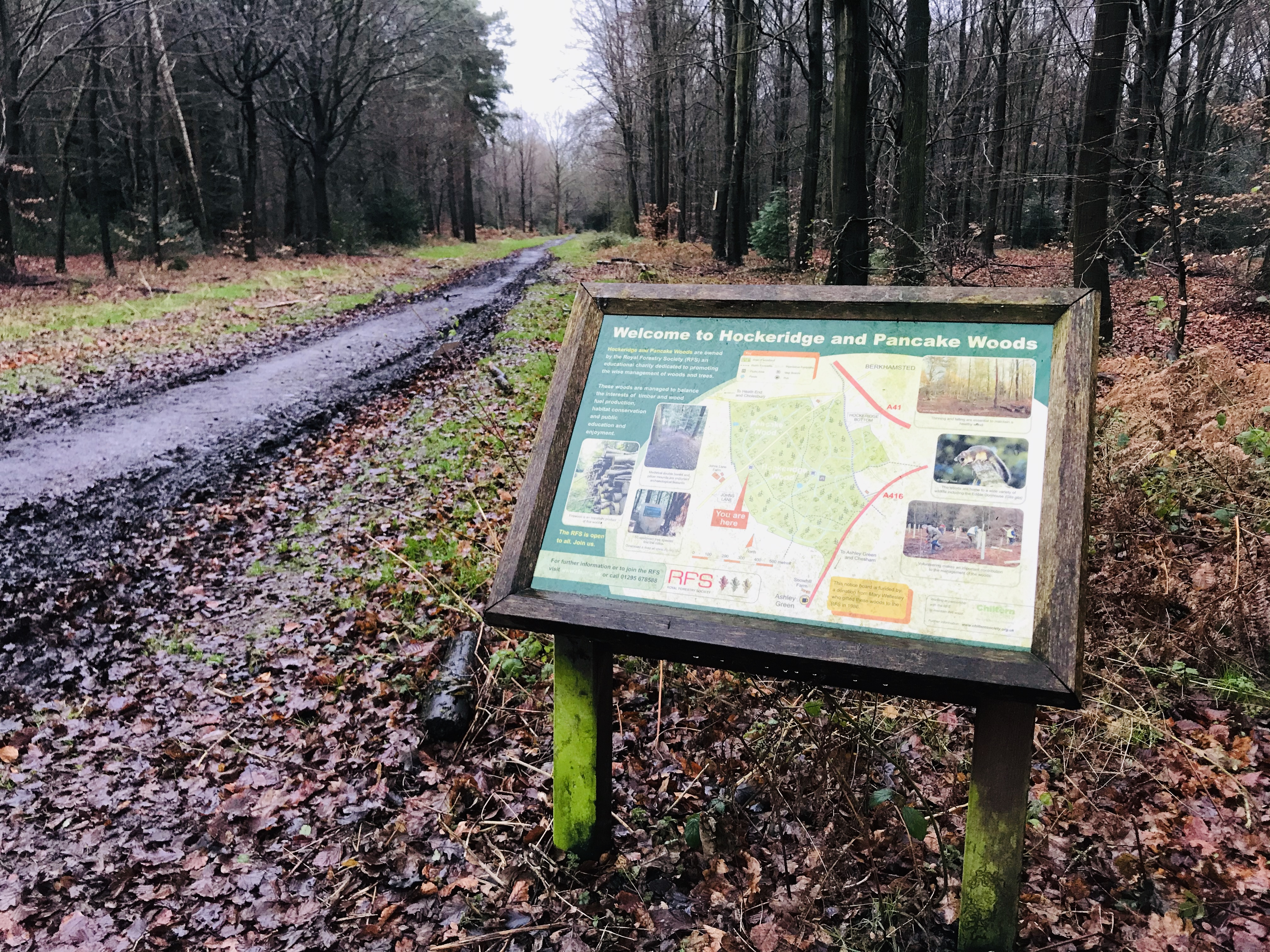
Willkommensschild Hockeridge und Pancake Wood bei Berkhamsted, Hetfordshire, 2020

Die Royal Forestry Society (RFS) ist eine gemeinnützige Organisation, die sich um die Vermittlung von Best Practice-Ansätzen zur Waldwirtschaft in England, Wales und Nord-Irland bemüht. In Schottland gibt es die eigenständige, 1854 gegründete Royal Scottish Forestry Society mit ähnlichen Zielen.

## Geschichte
Am 10. Januar 1882 organisierten der Gärtner John Robson und der Förster Henry Clark ein Treffen von lokalen Waldbesitzern und Verwaltern in Robsons Haus in Hexham, Northumberland. Sie vereinbarten die Gründung der English Arboricultural Society. Im gleichen Jahr fand in Newcastle upon Tyne eine Generalversammlung statt, auf der der Earl of Durham zum ersten Präsidenten der Gesellschaft gewählt wurde.
1897 führte die Gesellschaft erste Prüfungen zur Qualifikation von Waldbaufachleuten durch. 1905 gewährte König Eduard VII. der Society eine Royal Charter und der Name wurde in Royal English Arboricultural Society geändert. Im gleichen Jahr gestaltete die Gesellschaft ein Arboretum bei Tubney, nahe Oxford.
1907 wurde die erste Ausgabe der vierteljährlichen Zeitschrift Journal of Forestry veröffentlicht. 1931 wurde der Name erneut geändert. Nun sprach man von The Royal English Forestry Society. 1957 schenkte Charles Ackers der Gesellschaft einen Wald von Mammutbäumen, Redwood Grove bei Leighton, Montgomeryshire, westlich von Birmingham.
1960 wurde die Satzung überarbeitet und 1962 wurde der Name erneut geändert in Royal Forestry Society of England, Wales and Northern Ireland. 1969 wurde das Hauptquartier der Gesellschaft aus London nach Tring, Hertfordshire, verlagert. Zur Einhundertjahrfeier der Gesellschaft, 1982, übernimmt Charles, Prince of Wales die Präsidentschaft. Im gleichen Jahr am 16. März wurde die Satzung erneut angepasst und schon kurz darauf, am 14. Mai 1984 erneut. 1986 erhält die Gesellschaft Hockeridge und Pancake Wood als Geschenk von Mary Wellesley. 1998 kauft die Gesellschaft ca. 48 Hektar Land das an einem National Forest grenzt, um dort Waldbau zu betreiben. Die vorläufig letzte Anpassung der Satzung wurde am 7. Dezember 2004 rechtsgültig.
2012 wurde das Hauptquartier erneut verlegt, diesmal nach Upton bei Banbury.

## Aktivitäten
Generell verfolgt die RFS satzungsgemäß drei strategische Ziele:
1. Förderung und Verbreitung des Wissens über Praxis der Forstwirtschaft, der Baumpflege und verwandten Wissenschaften.
2. Förderung der Ausbildung in Forstwesen, Baumpflege und verwandten Wissenschaften.
3. Förderung der wissenschaftlichen Erforschung von Forstwesen, Baumpflege und verwandten Wissenschaften sowie die Veröffentlichung der Ergebnisse.

Die Aktivitäten der Gesellschaft sollen diese drei Kernthemen adressieren und das Board wählt die Aktivitäten aus, die zu dem gewünschten Ergebnis führen sollen.

### Veröffentlichungen
Seit 1907 wird eine vierteljährliche Zeitschrift für Waldwirtschaft veröffentlicht, das Quarterly Journal of Forestry. Sie ist nur Mitgliedern zugänglich in einer Online-Datenbank und wird zur Vermeidung von Kunststoffverpackungen in einem Papierumschlag versandt. Mit Hilfe verschiedener anderer Stiftungen konnten die Exemplare für den Zeitraum 1914 bis 1920 Online zugänglich gemacht werden (siehe Weblinks).
Vierzehntäglich erscheinen die e-news der Gesellschaft, in denen Nachrichten und Berichte über die Waldwirtschaft veröffentlicht werden.

### Ausbildung und Lehre
Im Rahmen der gemeinnützigen Arbeit bietet die RFS verschiedene Ein-Tages-Kurse an, bei denen sich Teilnehmer für bestimmte Bereiche der forstwirtschaftlichen Tätigkeiten fortbilden können. Themen solcher Kurse sind beispielsweise Bodenkunde in Wäldern, Forstschädling und Krankheiten oder Nutzung von Geoinformationssystemen.:2
Auf Schulklassen zielt das Programm „Teaching Trees“ (engl. Bäume lehren). 2018 kamen über 5000 Schulkinder in das von Teilnehmern, Lehrern und Eltern gelobte Programm. Dabei zielt die RFS auf die ärmsten und am schlechtesten ausgestatteten Schulen. Das Programm wurde mit dem „Learning Outside the Classroom“ (LOtC) Quality Badge ausgezeichnet.:3 Teaching Trees hat auch ein Trainingsprogramm entwickelt, mit dem Schulen bislang ungenutzte Bewaldungen auf ihrem Gelände in ihr Bildungsprogramm einbinden und praktische Waldbauerfahrungen vermitteln können.:3 Um den Bedarf an Fortbildung von Lehrern zu decken, wurde auch ein entsprechendes Programm in das Portfolio aufgenommen.:3
Das Programm „Future Foresters“ versucht, junge Menschen für die fachlichen Anforderungen der Forstwirtschaft auszubilden.:3 Mit Unterstützung des Prince’s Countryside Fund sollten in drei Jahren von 2016 bis 2018 5000 Menschen erreicht werden.:3 Tatsächlich erreichte das Programm 21.000 Menschen in enger Zusammenarbeit mit Schulen, Colleges und Universitäten.:3

### Preise und Stipendien
Die RFS vergibt verschiedene Preise und Stipendien::4
- RFS Excellence in Forestry Awards in Anerkenntnis der guten Pflege von verschiedenen Waldkategorien und in der Ausbildung
- Sylva Trophy für außergewöhnliche Leistungen für die Wald- und Forstwirtschaft
- Viking Bursary Stipendium für einen Studenten mit einem Forschungsprogramm im Vereinigten Königreich zu spezifischen Wald- und Forstthemen.
- fünf Spencer Bursaries, die es Studenten ermöglichten, an der Konferenz „The Future for English Woodlands“ teilzunehmen
- verschiedene Randle Travel Bursaries, mit deren Hilfe Studenten zu ihren waldwirtschaftlichen Forschungsobjekten in Tschechien, New York Sate, Yosemite National Park und Mexiko reisen konnten.
- RFS Long Service Awards für langjährige Mitarbeiter in der Forstwirtschaft. 2018 wurden zehn Arbeiter ausgezeichnet, die für ihren Arbeitgeber insgesamt über 400 Jahre Dienstleistungen erbrachten.

### Betrieb von Musterwäldern
Die RFS betreibt drei Musterwälder, in denen sie demonstrieren möchte, wie Wälder verwaltet werden müssen, um einerseits wirtschaftlich ertragreich zu sein, andererseits nachhaltig, der Öffentlichkeit und Lehr- und Ausbildungszielen zugänglich.:4–5
- Hockeridge und Pancake Woods in den Chiltern Hills
- Battram Woods einen renaturierten Gelände im Bereich eines National Forests
- Charles Ackers Redwood Grove and Naylor Pinetum einem Bestand an Mammutbäumen und einem Arboretum

### Sonstige Tätigkeiten
Neben den oben genannten Tätigkeiten ist die RFS an verschiedenen Gremien zur Beratung der Regierung beteiligt, berät Mitglieder zum klimabedingten Umbau der Wälder, unterstützt Programme zur Verhinderung der Ausbreitung von Xylella fastidiosa, und fördert Programme zur Beschränkung der Ausbreitung des Grauhörnchens in den Wäldern der Inseln.:6

## Organisation
Die RFS ist organisiert als Stiftung (Charity No. 306093) und verwaltet das Eigentum der Charity als Company Limited by Guarantee (Company No. 05306975). Die Direktoren des gemeinnützigen Unternehmens sind gleichzeitig die Treuhänder der Charity. Sie formen das Board der Charity. Hinzu kommen der durch die Charity beschäftigte Sekretär der Society und der Chief Executive, der die Geschäfte führt.

### Mitgliederversammlung
Eine Mitgliederversammlung (Annual General Meeting, AGM) muss einmal jährlich durchgeführt werden. Jedes Mitglied hat für jeden Entscheidungspunkt der Agenda eine Stimme. Jedes Mitglied ist teilnahmeberechtigt oder kann sein Stimmrecht an einen Vertreter abtreten. In Pattsituationen kann der Vorsitzende mit einer zusätzlichen Stimme eine Entscheidung herbeiführen. Das Quorum ist erreicht, wenn mindestens 15 Mitglieder anwesend sind. Die fixen Punkte der Tagesordnung des AGM sind:
- Jahresabschluss der Gesellschaft
- Bericht des Managements Committees über die Aktivitäten der verstrichenen Periode.
- Wahl neuer Mitglieder des Committees.
- Wahl des Auditors der Gesellschaft
- Bestätigung der Patronage oder der Ehrenmitgliedschaften (Betroffene müssen zuvor zugestimmt haben)
- Diskussion und Entscheidung aller sonstigen vorgelegten Tagesordnungspunkte.

Außerordentliche Sitzungen, Extraordinary General Meetings (EGM), können mit einer 22-tägigen Vorabinformation einberufen werden. Das Quorum beträgt 30 Mitglieder.

### Management Committee
Das Management Committee besteht aus gewählten Vertretern der Mitgliederversammlung und definiert die Richtlinien und Regeln, nach denen die Charity verwaltet wird und nach welchem die operativen Ziele bestimmt werden.
Das Management Committee muss mindestens dreimal jährlich zusammentreten, wobei sowohl persönliche Treffen als auch Remote-Sitzungen zulässig sind. Zur Entscheidung von Themen reicht die einfache Mehrheit der anwesenden Mitglieder. Das Quorum dieser Sitzung ist vier. Die Aufgaben des Committees sind:
- Bestellung (oder Absetzung) eines hinreichend (oder nicht hinreichend) qualifizierten Direktors
- Festlegung der Bezüge des Direktors und der übrigen Angestellten der Charity
- Funktionale Delegation der Aufgaben des Committees.
- Verhaltens- und Arbeitsanweisungen in Übereinstimmung mit den Zielen der Gesellschaft und den Statuten festzulegen.
- jegliche Entscheidung oder Aktivität zu unternehmen, die nicht durch das AGM erfüllt werden müssen.

### Das Council
Das Council ist das exekutive Management der Charity und setzt die im Management Committee festgelegten und durch das AGM bestätigten Ziele um. Das Management Committee besteht aus
- den im AGM gewählten Mitgliedern des Management Committees
- dem Präsidenten und einem oder mehreren
- Vizepräsidenten
- Kassenwart
- dem Vorsitzenden (dabei kann es sich um den Präsidenten oder einen der Vizepräsidenten handeln)

Hinzu kommen zwei bis maximal sechs beigeordnete Mitglieder sowie der Immediate Past President, also der direkt Amtsvorgänger des amtierenden Präsidenten. Gewählte wie anders bestimmte Mitglieder müssen eine Einwilligungserklärung unterzeichnen, mit der sie die Verantwortung als Treuhänder akzeptieren.
Das Council nominiert alle Präsidenten, Vizepräsidenten, Vorsitzende oder Kassenwarte. Das AGM kann nur solcherart nominierte Vertreter wählen. Einige Mitglieder des Management Committees werden durch das Council ernannt.

### Die Administration
Das Management Committee legt mach Konsultation des Councils die funktionale Gliederung der Charity fest. Die Gliederung ordnet sich damit den jeweiligen Aufgaben unter, die durch die aktuell gültigen Ziele erforderlich werden.